# Smedeholm
Smedeholm är en ö i Danmark.   Den ligger i Region Själland, i den sydöstra delen av landet. Det finns nästan ingen växtlighet på ön.